# Orthochirus masihipouri
Espèce
Orthochirus masihipouri est une espèce de scorpions de la famille des Buthidae.

## Distribution
Cette espèce est endémique de la province de Bouchehr en Iran. Elle se rencontre vers Genaveh.

## Description
La femelle holotype mesure 40,49 mm.

## Étymologie
Cette espèce est nommée en l'honneur de Behzad Masihipour.

## Publication originale
- Kovařík & Navidpour, 2020 : « Six new species of Orthochirus Karsch, 1892 from Iran (Scorpiones: Buthidae). » Euscorpius, no 312, p. 1-42 (texte intégral).